# K Street (Washington, D.C.)
Pour les articles homonymes, voir K Street.

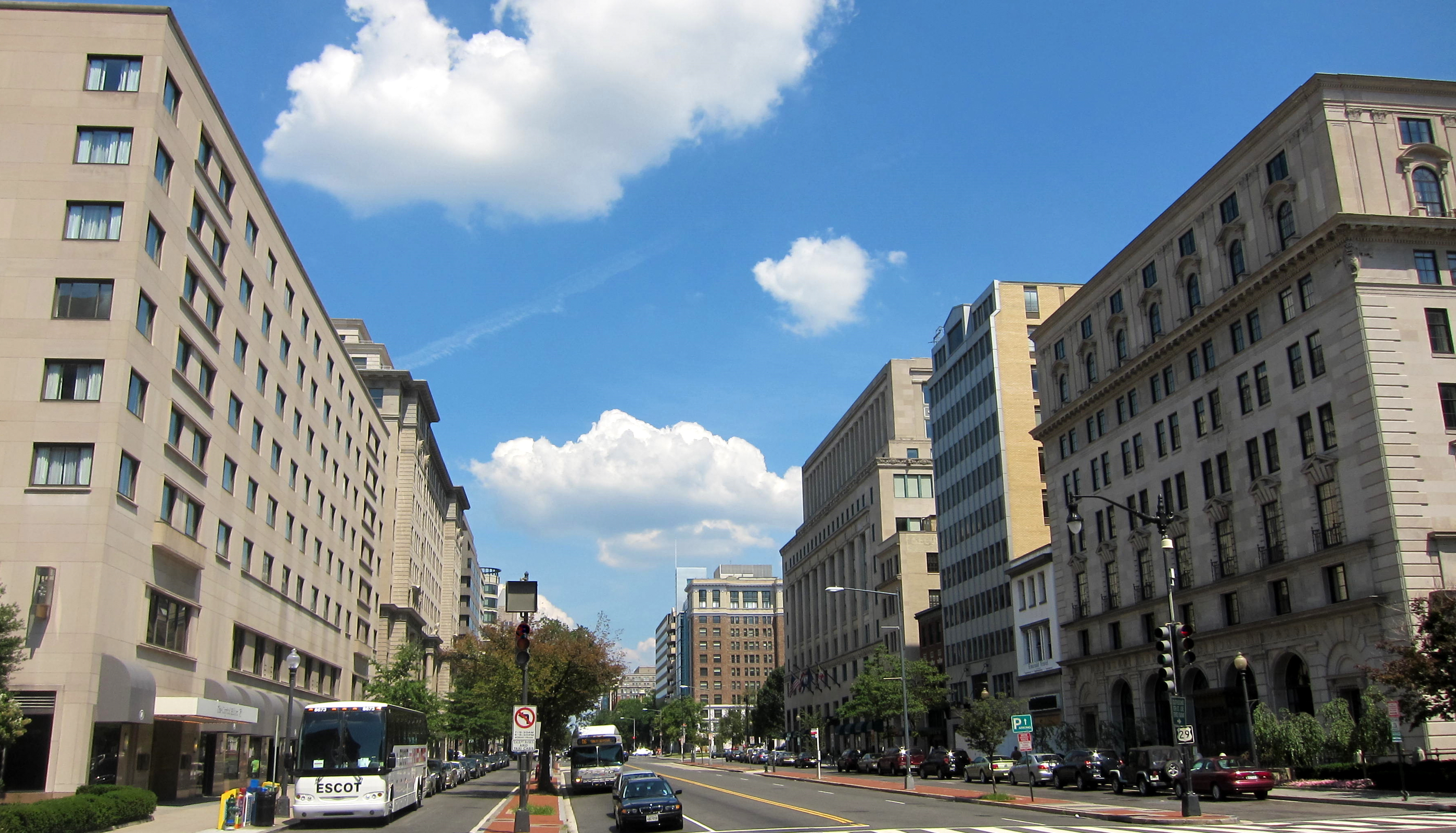
Bloc no 1500 de K Street dans le centre-ville de Washington.

K Street est une des principales avenues de Washington, la capitale fédérale des États-Unis, connue comme le centre de nombreux think tanks, lobbyistes, et groupes de défense. Dans le discours politique américain, « K Street » est devenu une métonymie pour désigner l'activité du lobbying à Washington car beaucoup de sociétés de lobbying étaient traditionnellement situées dans la section du Northwest Washington qui allait de Georgetown jusqu'à une portion du centre-ville de Washington. Cependant depuis la fin des années 1980, plusieurs des plus grandes entreprises de lobbying ont déménagé et en 2012, une seule parmi les 20 plus importantes de ces entreprises était encore localisée à K Street. 